# Seefelder (Moor)
Die Seefelder (polnisch Torfowisko pod Zieleńcem) sind ein Torfmoor im Habelschwerdter Gebirge im Glatzer Kessel in der Woiwodschaft Niederschlesien in Polen. Sie galten als das größte Hochmoor Deutschlands und sind nun als Naturschutzgebiet im seit 1945 polnischen Schlesien geschützt. Die polnische Bezeichnung bezieht sich auf den Ort Zielienec (deutsch Grunwald).

## Lage
Das Moor liegt auf dem Gebiet der Gemeinde Szczytna (Rückers). Im Nordosten befindet sich der Berg Biesiec (Todtermann), der zum Habelschwerdter Gebirge zählt. Die Berge im Südosten gehören zum Adlergebirge.

## Eigenschaften
Das 270 Hektar große Torfmoor besteht aus zwei Becken, „Topielisko“ und „Czarne Bagno“ (Schwarze Sümpfe). Nach Westen schließt sich die Rehdanzschlucht an. Weiter südlich befindet sich das Gebiet „die kleine See“. Der Untergrund besteht aus Mergel und Sandstein auf Gneis aus der Kreidezeit. Das Gelände ist fast eben und liegt genau auf der Wasserscheide zwischen Ostsee und Nordsee. Es bildet eine Mulde, weil der Boden nach Westen leicht ansteigt, nach Osten, hin zur Reinerzer Weistritz sich aber eine Hügelkette erhebt. Das Moor ist durch Abzugsgräben entwässert worden. Von Nordosten nach Südwesten führt der nach einem Forstmeister benannte Rehdanzgraben. Insgesamt hat das Moor die Form einer Pantoffel, die schmalste Stelle liegt am Rehdanzgraben. Als Südgrenze zu Böhmen galt der seit den Schlesischen Kriegen angelegte Fouquéweg. Im nördlichen wie im südlichen Teil wölbt sich das Moor zu seiner Mitte hin. Die Torfschicht ist an einigen Stellen über acht Meter dick. Im Moorgebiet entspringen die Quellbäche der Wilden Adler, insbesondere die Erlitz (Dzika Orlica). Im Moorgebiet vereinigt dieses sich mit dem Weiss-Fluss (Bialka). Unterhalb des Moors fließen die Flüsschen Ochsenfluss (Wolowiec), Gröger-Fluss (Kamionka), Reh Fluss (Sarni Potok) zu. Im Norden des Hochmoors entspringt das Rote Wasser, das in die Reinerzer Weistritz fließt. Aufgrund von Auswaschung von Huminsäure haben die Bäche im Moor eine dunkelrote Farbe. Dennoch ist das Wasser trinkbar.

## Naturschutzgebiet
Bereits 1919 wurde hier eines der ersten Naturschutzgebiete Deutschlands mit einer Fläche von 85 Hektar eingerichtet. Nur in sehr geringem Umfang auf unter einem Hektar wurde das Moor im 19. Jahrhundert wirtschaftlich genutzt, so dass das Gebiet weitgehend ursprünglich ist. In der Zwischenkriegszeit wurde das geschützte Gebiet auf 218 Hektar erweitert, wobei gleichzeitig Holzplattformen und Aussichtstürme gebaut wurden. Das polnische Reservat wurde 1954 auf Anordnung des Ministers für Forstwirtschaft und Holzindustrie gegründet (Monitor Polski von 1954, Nr. 22, Pos. 358). Es hat eine Fläche von 231,88 ha. Das geschützte Gebiet umfasst Topielisko und nur einen Teil der Schwarzen Sümpfe (Czarne Bagno).

## Flora
Der nördliche Teil zeigt am deutlichsten Hochmoorcharakter, dominiert von Moorspirke. Im Frühjahr leuchtet das Scheiden-Wollgras, im August die Besenheide, später Seggen und der Sphagnumrasen. Mit den Seefeldern vergleichbar ist die Iserwiese an der schlesisch-böhmischen Grenze.
Die interessantesten vorkommenden Arten sind Torfmoose (Sphagnum) und die in Polen und Deutschland sehr seltenen Zwergbirke (Betula nana), Sumpf-Kiefer (Pinus uliginosus), Moorbeeren (Oxycoccus palustris, Vaccinium uliginosum), Sumpfporst (Ledum palustre) und Segge (Carex spp.). Bemerkenswert sind auch Blumenbinse (Scheuchzeria palustris), Schwarze Krähenbeere (Empetrum nigrum), Scheiden-Wollgras (Eriophorum vaginatum), Preiselbeere (Vaccinium vitis-idaea), Rundblättriger Sonnentau (Drosera rotundifolia) und Langblättriger Sonnentau (Drosera anglica).

## Fauna
Bemerkenswert sind Vorkommen der Schmetterlingsarten Stigmella lediella und Lyonetia ledi. Auch kommen Birkhuhn, Kragenhuhn (Tetrao urogallus), Wiesenpieper (Anthus pratensis), Schwarzstorch (Ciconia nigra) vor.

## Tourismus
Die grüne Markierung führt von Zieleniec nach Polanica-Zdrój (Bad Altheide). Innerhalb des Reservats gibt es einen Naturlehrpfad.

## Aussichtsturm
Am Hauptdamm befand sich ein Aussichtsturm. Der erste wurde hier 1919 errichtet, ein weiterer im Jahr 2007. Im Jahr 2020 wurde der Turm abgerissen.

## Nachweise
1. ↑  E. Herrmann, K. Reiter und H. Lüttschwager: Die Seefelder bei Reinerz (= Beiträge zur Naturdenkmalpflege. Bd. 6. Hft. 2). Berlin Gebrüder Borntraeger.
2. ↑  Historische Karte. Abgerufen am 9. Juni 2025.
3. 1 2 3  redakcja Marek Staffa (Hrsg.): Góry Bystrzyckie i Orlickie (= Słownik geografii turystycznej Sudetów. Band 14). Wydawnictwo PTTK „Kraj“, Warszawa; Kraków 1992, ISBN 83-7005-340-8, S. 264, 265.
4. ↑  Rezerwat przyrody Torfowisko pod Zieleńcem. In: Generalna Dyrekcja Ochrony Środowiska. Centralny Rejestr Form Ochrony Przyrody, abgerufen am 27. April 2019.
5. ↑  Stigmella lediella. In: Motyle Europy. Archiviert vom Original; abgerufen am 3. Mai 2013 (polnisch).
6. ↑  Jarosław Buszko: Atlas rozmieszczenia motyli dziennych w Polsce 1986-1995. Turpres, Toruń 1997, ISBN 83-8678140-8.
7. ↑  Jarosław Buszko, Janusz Masłowski: Motyle Dzienne Polski. Koliber, Nowy Sącz 2008, ISBN 978-83-925150-4-3.
8. ↑  Mapa szlaków turystycznych. Abgerufen am 7. April 2018.
9. ↑  Torfowisko pod Zieleńcem – wieża widokowa. In: turystaklodzki.pl. Abgerufen am 22. Dezember 2014.
10. ↑  Abriss des Turms im Naturschutzgebiet Torfowisko pod Zielencem. In: 24klodzko.pl. Abgerufen am 19. Juni 2025.

Koordinaten: 50° 20′ 30″ N, 16° 25′ 30″ O